# Молчаны (Удмуртия)
Молча́ны — деревня в Удмуртии, Воткинский район, в составе Июльского сельского поселения. Население — 362 жителя в 107 дворах на 2009 год. Расположено в южной части района, у границы с Завьяловским районом, примерно в 25 км к юго-востоку от райцентра Воткинска и в 20 км восточнее Ижевска. Соседние сёла: Тихий Ключ Завьяловского района — в 3 км на запад и Захарово в 3,5 км на восток. Высота над уровнем моря — 139 м. В деревне 6 улиц и 3 переулка:

## История

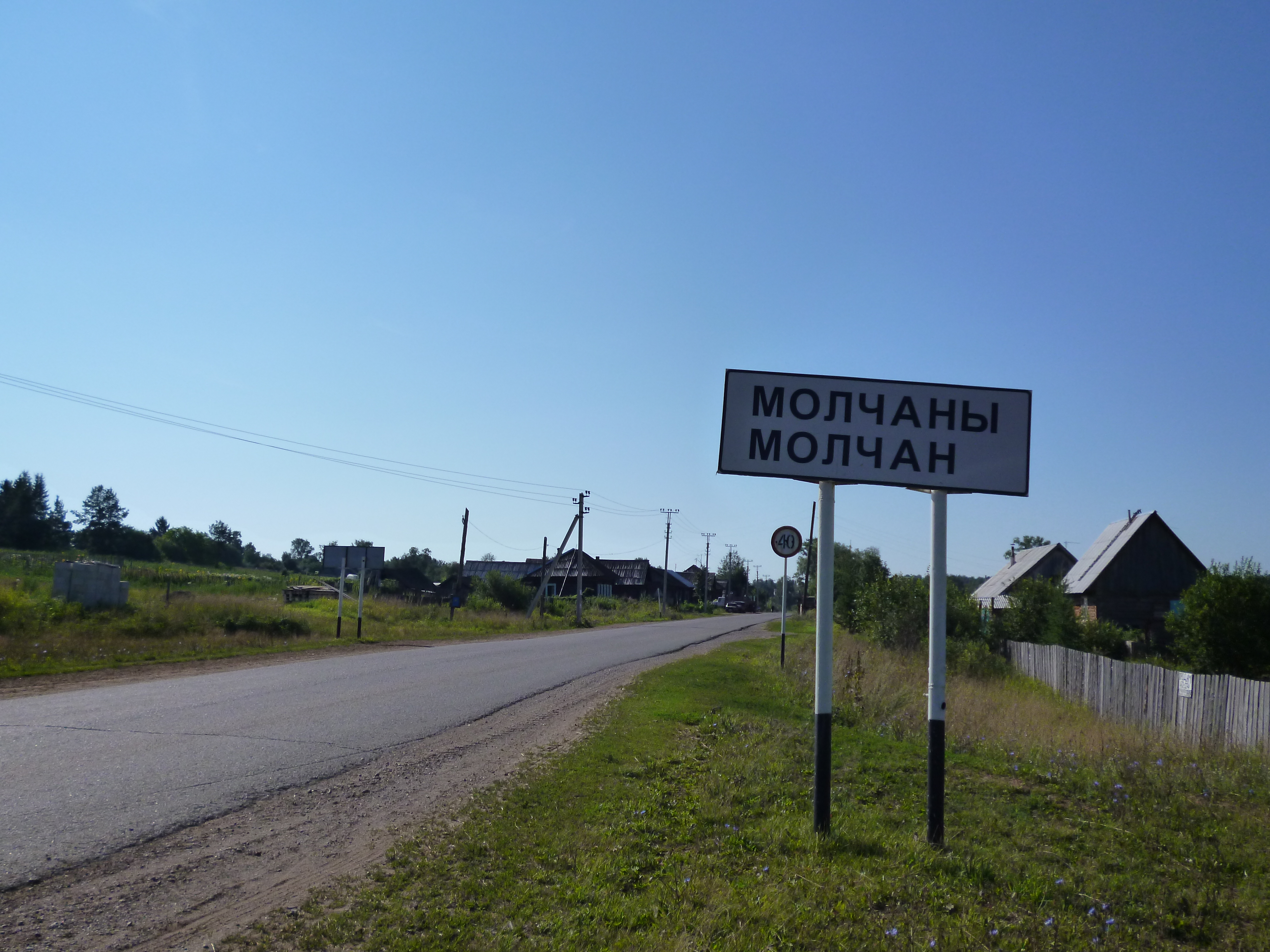
Деревня Молчаны

«Деревня Молчановка расположена при речке Долгой, в 45 верстах от уездного города и в 3 верстах от местных центров. Население составляют русские, сельские обыватели, б. непременные работники Воткинского завода, православные, единоверцы и старообрядцы. Основана деревня около 100 лет тому назад переселенцами из деревни Кулюшевой Гольянской волости. В селении имеются две общественных водяных мельницы.»
По данным 1928 года в Молчанах проживало 452 человека..

## Фольклор
В деревне Молчаны рассказывают о некоем «блуждающем острове» — вотчине лешего, где можно бродить до потери пульса. И в этой же деревне был случай лешачьего киднеппинга. «Гальку из Кирова леший сутки у себя в доме держал. Ушла под вечер, а ей семь-восемь лет. Всю ночь целой деревней искали. Думали: все, пропала девка. Пришли к болоту, а она из дупла выглядывает… Привезли домой, спрашивают: „Где была-то?“ — „У дедушки“, — говорит. Раньше была очень сопливая, смотреть страшно, а тут девку впрямь подменили, и сопли не висят. Говорит, что спали на полатях с дедушкой. Сам-то вроде был огромный, башка большая, а борода — зелень одна, а не волосы».

## Улицы
- пер. Береговой
- ул. Дачная
- пер. Лесной
- ул. Луговая
- ул. Молодёжная
- ул. Полевая
- пер. Полевой
- ул. Северная
- ул. Широкая